# Plaquín
El plaquín era una de las tres especies de cota de armas en España. El plaquín era de malla y se componía de unas mangas anchas y redondas y del cuerpo y era parecida a la dalmática. La llevaban puestas los caballeros en la Edad Media durante ciertas peleas y combates. Se diferenciaba de la cota de armas en ser más larga y de la tinicla o tiniela, la segunda de las tres cotas de armas, en ser más estrecha en las mangas y por la cintura. Las tiniclas eran a su vez usadas por personal de mayor edad en el ejército. La cota de armas propiamente dicho era usado por la realeza y caballeros más ancianos. El uso específico del plaquín conllevaba un identificador o símbolo de autenticidad, de ser soldado uniformado de honor. En Francia, por ejemplo, se castigaba al soldado que no llevaba el plaquín como su indumendaria.